# 森林书
森林书（天城体：आरण्यक，字面意思为“森林之书”，音译为“阿兰若书”）是古印度的一种宗教文献，以早期古典梵语写成，是广义的吠陀文献之一。
按照传统说法，森林书是年事已高的婆罗门或刹帝利贤人在隐居于森林时写的。“老年人……他们在森林里不能从事精细的祭祀……沉思就就作为一种优良的仪式逐渐开始代替了祭礼”，也就是说，森林书是已经无法进行婆罗门教复杂的祭祀仪式的隐居学者写出来的宗教和哲学著作。
通常认为森林书写于梵书编成之后，是梵书的续编。森林书较少涉及举行祭祀的具体方法，却发展了祭祀理论中的神秘主义。由于森林书的内容与其后的奥义书并无判然分别、只是更趋神秘主义，现在有些学者认为现存的森林书是人为制造出来的，之所以划出森林书这个名目，只是为了使吠陀典籍的四种形式（吠陀本集，梵书，森林书，奥义书）和婆罗门教的人生四行期（梵行期，家居期，林栖期，遁世期）相一致。实际上，有一些奥义书被包含在森林书之内；如爱达罗氏奥义书是由爱达罗氏森林书的第4、5、6章组成，而鹧鸪氏奥义书是由鹧鸪氏森林书的第7、8、9章组成。至于森林书本身，它们也可以是其前的梵书的一部分。如百道梵书的第14章组成广森林书，而广森林书的后6节又组成广林奥义书。
理论上，每一部吠陀本集都应该有自己的森林书，但属于阿闼婆吠陀的森林书现在已全部失传。现存的森林书只有很少几部：
- 爱达罗氏森林书（或译为他氏森林书）、海螺氏森林书（又名憍尸多基森林书），属于《梨俱吠陀》
- 耶摩尼森林书，属于《娑摩吠陀》
- 鹧鸪氏森林书（或译为泰帝利耶森林书）、石氏森林书、广森林书，属于《夜柔吠陀》

## 资料来源
- 《印度文明》，ISBN 7-5004-4377-3
- 《奥义书》，黄宝生译，商务印书馆，ISBN 978-7-100-06502-3